# Luis de Alba
Luis Alba García (Veracruz, 7 de marzo de 1945), conocido comúnmente como Luis de Alba o el Pirrurris, es un actor y comediante mexicano.

## Biografía y carrera
En su juventud, entró al medio del espectáculo haciendo radionovelas, en las que destacó en su papel como Solín, en la popular emisión radiofónica Kalimán, al lado de Luis Manuel Pelayo, y el doblaje de diversos programas y comerciales (de hecho, a modo de dato curioso, existe el rumor de que él era la primera voz del burrito Pepe Trueno en los cortos clásicos de Tiro Loco McGraw). Así, hasta la década de 1970, cuando recibe la oportunidad, en 1976, de integrarse al elenco de la popular serie El Show de Eduardo II, con el exintegrante del dueto Los Polivoces Eduardo Manzano, que en aquel entonces era muy popular por este programa. Manzano tenía un buen elenco de soporte en su programa, con actores como Polo Ortín, Amparo Arozamena, Rebeca Silva, Carlos Monden, María Sorté y Laura Zapata. Además, acostumbraba dejar que sus actores improvisaran, así que varios de los personajes de Luis de Alba se hicieron muy populares, sobre todo el Pirruris, que se convirtieron en un fenómeno de fines de los setenta, al grado de recibir en 1978 la oportunidad de tener su propio programa de TV, además de participar en varias películas exitosas al lado de Alfonso Zayas, Maribel Guardia, Yolanda Liévana, Pedro Weber "Chatanuga", entre otros.
Su programa de televisión más recordado fue "El mundo de Luis de Alba" (1978-1981), donde el Pirrurris y otros personajes aparecían con regularidad. Después de que este programa dejó de transmitirse, Luis de Alba se mantuvo muchos años lejos de la televisión, pero las nuevas retransmisiones de sus antiguos programas siguieron siendo populares. En 2004 volvió, personificando al Pirrurris, en el programa de Jorge Ortiz de Pinedo llamado La Escuelita VIP, una comedia para adultos desarrollada en una escuela primaria en la que los estudiantes son personificados por actores adultos como Polo Polo, Chabelo, Luz Elena González y Rafael Inclán.
También fue actor de radio en la radionovela Kaliman, el Hombre Increíble, al lado de Luis Manuel Pelayo. Aquí, Luis de Alba interpretaba al pequeño Solin, su compañero de aventuras.
La radionovela estuvo vigente entre 1963 y 1991. Esta serie fue creada originalmente para la radio en México por Rafael Cutberto Navarro y Modesto Vázquez González, en 1963.[cita requerida]

## Filmografía

### Cine
- Los pajarracos (2006)
- Entre Melón y Me Lames (2006)
- Las nachas de Maclovio (2003)
- Arma letal 5
- Fachoso y mitotero
- La herencia del ranchero (1998)
- Juan Camaney en Acapulco (1998)
- Metiche y encajoso IV (1997)
- Tres Huasnacos (1997)
- El regreso de los pelotones de Juan Camaney (1996)
- Las aventuras de Juan Camaney II (1996)
- Dinero a sustos (1996)
- Metiche y encajoso III (1996)
- Las calenturas de Juan Camaney III (1996)
- Perro caliente (1995)
- El Tratado me vale... Wilson (1995)
- La riata del charro Chano (1995)
- Tres tristes trinqueteros (1995)
- Las nenas del quinto patio (1995)
- Chiflando en la loma (1995)
- La tripa gorda (1995)
- 3 comunes y corrientes (1995)
- Limosnero y con garrote (1995)
- Prieto, chaparro y panzón (1995)
- Los teporochos (1995)
- El limpiavidrios (1995)
- Serafín y la lámpara libidinosa (1994)
- El charro Chano (1994)
- Un cornudo muy picudo (1994)
- Los panaderos (1992)
- El Chido: el Don de la mafia (1992)
- El gandalla Hussein (1991)
- El callejón de los cocolazos (1991)
- El Lambiscón verde (1991)
- Las travesuras de Super Chi-do (1990)
- El servidor público (1990)
- El tesorito de Crispín (1990)
- Dos chicanos chiludos (1990)
- Metiche y encajoso II (1990)
- Al que nace pa' tamal, del cielo le caen las désas (1990)
- Se me dobló la carabina (1990)
- Los pelotones y Juan Camaney (1990)
- Chelo Gómez, detective privado (1990)
- Los cuates del Pirrurris (1990)
- Las guerreras del amor o La corneta de mi general (1989)
- Metiche y encajoso (1989)
- El rey de los taxistas (1989)
- La Pantera Roja (1989)
- Las calenturas de Juan Camaney II (1989)
- El bar de los nacos (1989)
- Entre picudos te veas (1989)
- Los gatos de las azoteas (1988)
- Un tipo duro de pelar (1988)
- Las calenturas de Juan Camaney (1988)
- Cinco nacos asaltan Las Vegas (1987)
- Entre gringas y la migra (1987)
- Los verduleros II (1987)
- Los verduleros (1986)
- Llegamos, los fregamos y nos fuimos (1985)
- El ratero de la vecindad II (1985)
- El Día de los Albañiles II (1985)
- Entre ficheras anda el Diablo - La pulquería 3 (1984)
- El Día de los Albañiles (1984)
- Las modelos de desnudos (1983)
- Las vedettes (1983)
- Al cabo que ni quería (1982)
- La pulquería 2 (1982)
- Ni modo... así somos (1981)
- La pulquería (1981)
- El Apenitas (1980)
- Tu vida contra mi vida (1979)
- El valiente vive... hasta que el cobarde quiere (1979)
- Las cariñosas (1979)
- ¿A qué le tiras cuando sueñas... mexicano? (1979)
- Picardía mexicana (1978)
- Son tus perjúmenes, mujer (1978)
- Noches de cabaret o Las reinas del talón (1978)
- El arracadas (1978)

### Televisión
- Chuper amigos (2012-2013)
- Estrella2 (2013) (como el Pirruris)
- ¡A que no puedes! (2009) (Juan Camaney-Juez)
- Los aprietos de una chichimeca (2007)
- Destilando amor (2007) - Néstor
- Par de ases (2005)
- La Escuelita VIP (2004)
- Luis de Alba presenta (2004)
- La Hora Pico: El reventón (2003)
- Al ritmo de la risa (1998) (actuación especial)
- El calabozo (1993)
- El Pirrurris presenta (1988)
- La carabina de Ambrosio (1984-1986)
- El mundo de Luis de Alba (1978-1981)
- El show de Eduardo II (1976-1978)
- Scooby-Doo ¿Donde Estás?-Fred Jones (Fred Jones)

## Premios

### Premios TVyNovelas
En los Premios TVyNovelas, Luis de Alba obtuvo:
| Año  | Categoría              | Programa                | Resultado |
| ---- | ---------------------- | ----------------------- | --------- |
| 1986 | Mejor actor de comedia | La carabina de Ambrosio | Ganador   |